# Municipio de Portage (condado de St. Joseph)
El municipio de Portage (en inglés: Portage Township) es un municipio ubicado en el condado de St. Joseph en el estado estadounidense de Indiana. En el año 2010 tenía una población de 93063 habitantes y una densidad poblacional de 1.029,59 personas por km².

## Geografía
El municipio de Portage se encuentra ubicado en las coordenadas 41°40′12″N 86°16′35″O / 41.67000, -86.27639. Según la Oficina del Censo de los Estados Unidos, el municipio tiene una superficie total de 90.39 km², de la cual 89.25 km² corresponden a tierra firme y (1.26%) 1.13 km² es agua.

## Demografía
Según el censo de 2010, había 93063 personas residiendo en el municipio de Portage. La densidad de población era de 1.029,59 hab./km². De los 93063 habitantes, el municipio de Portage estaba compuesto por el 60.09% blancos, el 26.18% eran afroamericanos, el 0.51% eran amerindios, el 1.31% eran asiáticos, el 0.06% eran isleños del Pacífico, el 7.48% eran de otras razas y el 4.36% pertenecían a dos o más razas. Del total de la población el 14.18% eran hispanos o latinos de cualquier raza.